# أوسكار ريتشارد هندلي
أوسكار ريتشارد هندلي (بالإنجليزية: Oscar Richard Hundley) (و. 1855 – 1921 م)هو محامي، وقاضي، وسياسي من الولايات المتحدة الأمريكية .
وهو عضو في الحزب الجمهوري .
توفي في برمنغهام، ألاباما .

## التعليم
تعلم في جامعة فاندربيلت.